# Асим Адемов
Асим Ахмед Адемов е български евродепутат от групата на Европейската народна партия в деветия европейски парламент.

## Биография
Роден е на 3 декември 1968 в село Дъбница, община Гърмен. Получава бакалавърска степен по „Българска филология“ от Пловдивския университет „Паисий Хилендарски“ и магистърска степен по „Публична администрация“ от Югозападен университет „Неофит Рилски“.
След дипломирането си работи като учител по български език и литература в Основно училище „Христо Ботев“, с. Долно Дряново, където след 20 години трудов стаж става директор на училището.
През периода 2011 – 2015 г. е общински съветник от квотата на ГЕРБ в Общинския съвет в Гърмен. Заема длъжността заместник областен управител на област Благоевград от декември 2014 до февруари 2017 г. От 14 септември 2017 г. е член на Европейския парламент от ЕНП/ГЕРБ (8-и европейски парламент), замествайки Мария Габриел, която е избрана за еврокомисар по цифровизацията в Комисията Юнкер.

## Комисии в ЕП
Участва в комисии в Европейския парламент.
Член на комисии
- CULT - Комисия по култура и образование
- ANIT - Анкетна комисия за защитата на животните по време на транспортиране
- DMAG - Делегация за връзки с държавите от Магреб и Съюза на арабския Магреб, включително съвместните парламентарни комитети ЕС – Мароко, ЕС – Тунис и ЕС – Алжир
- DMED - Делегация в Парламентарната асамблея на Съюза за Средиземноморието

Заместник-член на комисии
- AGRI - Комисия по земеделие и развитие на селските райони
- PETI - Комисия по петиции
- D-RS - Делегация в Парламентарния комитет по стабилизиране и асоцииране ЕС – Сърбия